# Estoril Praia
Grupo Desportivo Estoril Praia är en sportklubb i Estoril, Portugal.
Klubben bildades 1939 och spelar i Primeira Liga.

## Stadion
Estoril Praia spelar sina hemmamatcher på Estádio António Coimbra da Mota. Arenan invigdes 1939 och har idag en publikkapacitet på 5 000.

## Placering tidigare säsonger
| Säsong    | Nivå | Liga          | Placering | Referens | Notering |
| --------- | ---- | ------------- | --------- | -------- | -------- |
| 2012/2013 | 1    | Primeira Liga | 5         | [ 2 ]    |          |
| 2013/2014 | 1    | Primeira Liga | 4         | [ 3 ]    |          |
| 2014/2015 | 1    | Primeira Liga | 12        | [ 4 ]    |          |
| 2015/2016 | 1    | Primeira Liga | 8         | [ 5 ]    |          |
| 2016/2017 | 1    | Primeira Liga | 10        | [ 6 ]    |          |
| 2017/2018 | 1    | Primeira Liga | 18        | [ 7 ]    |          |
|           |      |               |           |          |          |
| 2018/2019 | 2    | Segunda Liga  | 3         | [ 8 ]    |          |
| 2019/2020 | 2    | Segunda Liga  | 5         | [ 9 ]    |          |
| 2020/2021 | 2    | Segunda Liga  | 1         | [ 10 ]   |          |
|           |      |               |           |          |          |
| 2021/2022 | 1    | Primeira Liga | 9         | [ 11 ]   |          |
| 2022/2023 | 1    | Primeira Liga | 14        | [ 12 ]   |          |